# Rudina (Słowacja)
Rudina – wieś (obec) w północnej Słowacji, w powiecie Kysucké Nové Mesto, w kraju żylińskim. Po raz pierwszy wzmiankowana w 1359 roku jako Rugyna.